# The False Code
The False Code er en amerikansk stumfilm fra 1919 af Ernest C. Warde.

## Medvirkende
- Frank Keenan som John Benton
- Miles McCarthy som Henry Vancee
- Joseph J. Dowling som Daniel Grey
- Clyde Benson som Oscar Curtin
- Ed Brady som Chicago Ed